# Ghat (distrikt)
Ghat (arabiska: غات) är ett av Libyens tjugotvå distrikt (shabiyah). Den administrativa huvudorten är Ghat. Distriktet gränsar mot Algeriet, Niger och distrikten Wadi Al Shatii, Wadi Al Hayaa och Murzuq.

## Referenser

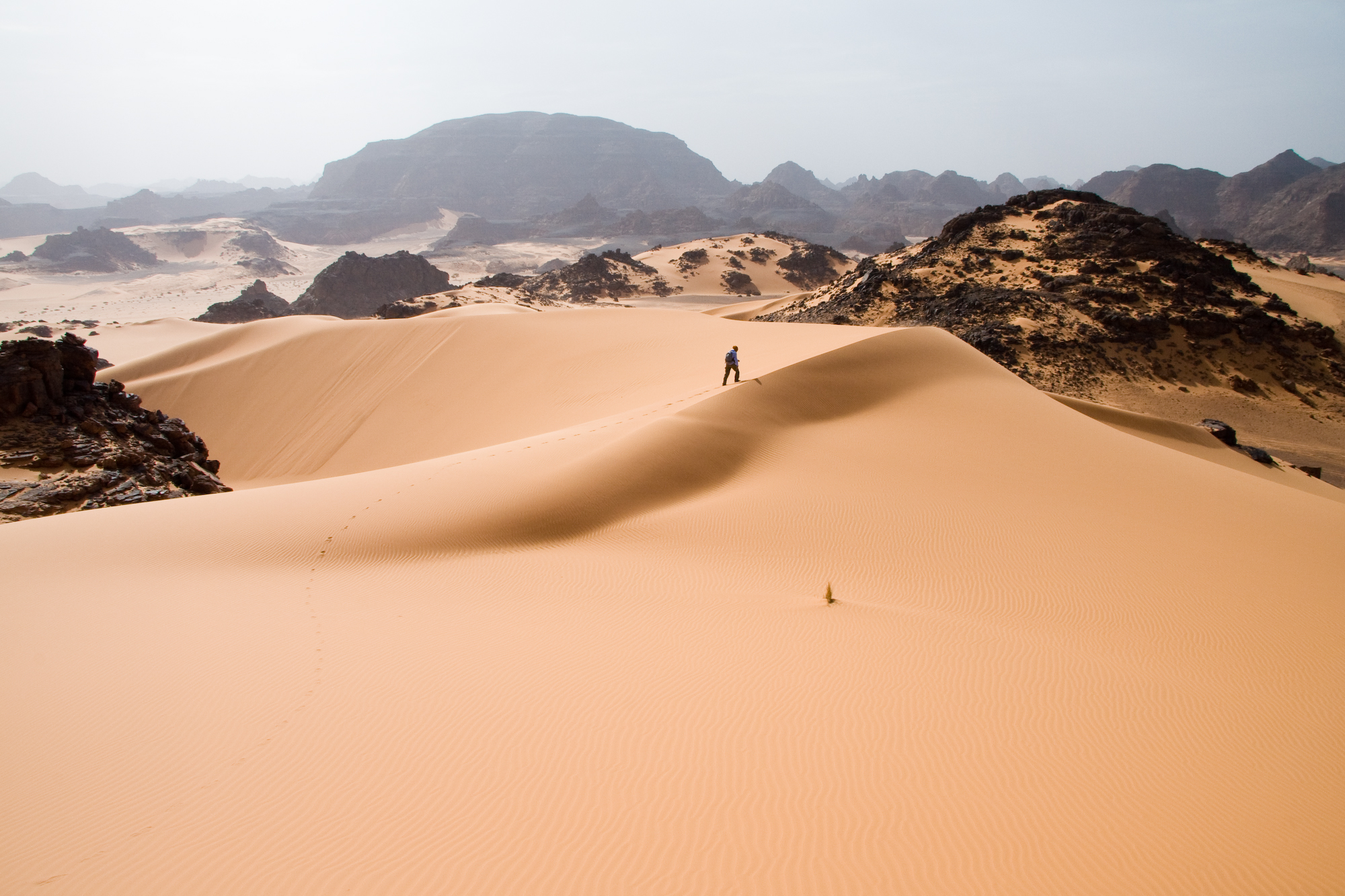
Tadrart Acacusbergen.